# Ruthière
Ruthière is een gehucht in de Franse gemeente Chichilianne, departement Isère, regio Auvergne-Rhône-Alpes. Het ligt noordelijk van Château Vieux. In het gehucht ligt het kasteeltje Château de Ruthière uit de 14e eeuw.
Dorp: Chichilianne (L'Église)       Gehuchten: Bernardière · Château Vieux · Donnière · Les Oches · Passières · Richardière · Ruthière